# Jerry's Mother-In-Law
Jerry's Mother-In-Law er en amerikansk stumfilm fra 1913 af James Young.

## Medvirkende
- Sidney Drew - Jerry Brown
- Clara Kimball Young
- Kate Price
- L. Rogers Lytton
- James Young